# Lâm Đại Ngọc

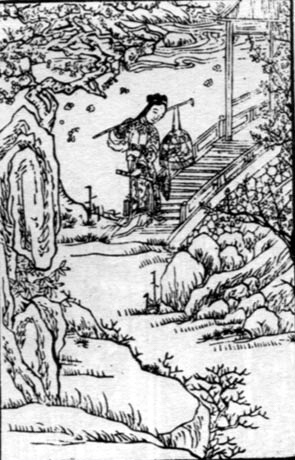
Một bức tranh khắc gỗ thời Thanh vẽ cảnh Đại Ngọc chôn hoa

Lâm Đại Ngọc (tiếng Trung: 林黛玉; bính âm: Lín Dàiyù), tên tự là Tần Tần, là nhân vật hư cấu, một trong bộ ba nhân vật chính trong tiểu thuyết Hồng lâu mộng, tác giả Tào Tuyết Cần. Lâm Đại Ngọc không phải có nghĩa là viên ngọc lớn quý giá như nhiều người lầm tưởng. "Đại" (黛) ở đây không có nghĩa là to mà là một loại đá màu đen dùng để kẻ lông mày. Tên nàng mang ý nghĩa là "hòn ngọc đen" đối lập với "chiếc trâm vàng" Bảo Thoa. Tần Tần là tên tự do Bảo Ngọc đặt lấy từ trong sách "cổ kim nhân vật khảo". Chữ "Tần" này cùng với chữ "Sở" (đồng âm với chữ Sử trong tên của Sử Tương Vân) tạo thành ý "mưa Sở mây Tần", có thể là dụng ý của tác giả.
Trong tiểu thuyết, nàng là con gái Lâm Như Hải và Giả Mẫn, cháu ngoại Giả Mẫu, cháu ruột Giả Xá, Giả Chính, em họ của Giả Nguyên Xuân, Lý Hoàn, Giả Bảo Ngọc, Giả Thám Xuân, Giả Hoàn, Giả Liễn, Vương Hy Phượng, Giả Nghênh Xuân. Nàng là một trong Kim Lăng thập nhị thoa chính sách, tức là 12 cô thanh nữ. Chi Nghiễn Trai trùng bình Thạch Đầu Ký bình Lâm Đại Ngọc hai chữ tình tình 情情.
Lâm Đại Ngọc và Tiết Bảo Thoa là hai nhân vật đối lập, vì Đại Ngọc thuộc mộc 木, Bảo Thoa thuộc kim 金. Bảo Ngọc và Đại Ngọc có quan hệ mộc thạch tiền minh, Bảo Ngọc và Bảo Thoa có quan hệ kim ngọc lương duyên.

## Thân thế
Theo huyền thoại mở đầu tác phẩm qua lời của Không Không Đại sư trong mộng ảo của Chân Sỉ Ẩn:
Bên bờ sông Linh Hà ở Tây phương, bên cạnh hòn đá Tam Sinh có một cây Giáng Châu được Thần Anh làm chức chầu chực ở cung Xích Hà ngày ngày lấy nước cam lộ tưới bón cho nó mới tươi tốt sống lâu. Đã hấp thụ tinh hoa của trời đất, lại được nước cam lộ chăm bón, cây Giáng Châu thoát được hình cây, hóa thành hình người, tu luyện thành người con gái, suốt ngày rong chơi ngoài cõi trời Ly Hận đói thì ăn quả "Mật Thanh" khát thì uống nước bể "quán sầu". Chỉ vì chưa trả được ơn bón tưới, cho nên trong lòng nó vẫn mắc mứu, khi nào cũng cảm thấy như còn vương một mối tình gì đây. Gần đây, Thần Anh bị lửa trần rực cháy trong lòng, nhân gặp trời đất thái bình thịnh vượng muốn xuống cõi trần để qua kiếp "ảo duyên", nên đã đến trước mặt vị tiên Cảnh ảo ghi sổ. Cảnh ảo liền hỏi đến mối tình bón tưới, biết chưa trả xong, muốn nhân đó để kết liễu câu chuyện. Nàng Giáng Châu nói: "Chàng ra ơn mưa móc mà ta không có nước để trả lại. Chàng đã xuống trần làm người, ta cũng phải đi theo. Ta lấy hết nước mắt của đời ta để trả lại chàng, như thế mới trang trải xong!". Vì thế dẫn ra bao nhiêu oan gia phong lưu đều phải xuống trần, để kết liễu án đó 

Cây thiêng giáng trần thành Lâm Đại Ngọc. Đại Ngọc là con gái của Lâm Như Hải và Giả Mẫn. Lâm Như Hải là người Cô Tô, đỗ Thám hoa, bổ là Tuần diêm ngự sử thành Duy Dương, mất năm Đại Ngọc khoảng 14 tuổi. Giả Mẫn vốn là con út của Giả Đại Thiện và Sử Thái Quân phủ Vinh Quốc, em ruột của Giả Xá, Giả Chính, mất năm Đại Ngọc mới 5 tuổi.

## Cuộc đời

### Vai trò trong tiểu thuyết
Lâm Đại Ngọc là một trong ba nhân vật chính của tiểu thuyết. Đại Ngọc từ bé lớn lên ở thành Dương Châu, là con gái một nên được bố mẹ yêu quý như ngọc, lại được mời thầy là Giả Vũ Thôn về dạy học. Đến năm Đại Ngọc lên năm thì mẹ mất. Tang ma xong, Giả mẫu đón cháu gái về Kinh để tiện chăm sóc. Vừa gặp Đại Ngọc, Bảo Ngọc đã cảm thấy quyến luyến sâu sắc. Cuộc sống trong Giả phủ xa hoa lộng lẫy nhưng vô cùng phức tạp, đầy rẫy những chuyện dâm ô lường gạt. Tuy được Giả mẫu yêu chiều, đồ ăn thức mặc đều nhất nhất như Bảo Ngọc nhưng vẫn không khỏi bị cảm giác là "nữ nhân ngoại tộc". Đến năm 14 tuổi thì Lâm Như Hải cũng qua đời. Đại Ngọc từ đó mồ côi cả cha lẫn mẹ, không người thân thích, phải ăn nhờ ở đậu hoàn toàn. Nàng đã ốm yếu từ khi sinh ra, thân thể mỏng manh như cánh hoa trôi bèo dạt, lại thêm tủi phận, chẳng biết chia sẻ cùng ai khiến tâm hồn vốn đã đa cảm lại ngày một nhiều sầu nhiều bệnh, tự ti, hay nghĩ ngợi, u sầu, để ý, lại hay tự ái. Nàng và Bảo Ngọc lớn lên bên nhau, cùng nhau trải qua những thời khắc đẹp nhất của tuổi hoa niên, tình cảm ngày một khắng khít sáng trong như một đôi ngọc quý, tuy cả hai thường cãi vã hờn giận nhưng họ hiểu nhau và thông cảm cho nhau sâu sắc. Giữa lúc đó, có một người thứ ba xuất hiện. Đó là Tiết Bảo Thoa, đôi bạn con dì với Bảo Ngọc, cũng đến Giả phủ ở nhờ. Nàng dường như đối nghịch với Đại Ngọc, xinh đẹp đầy đặn như trăng rằm, cao sang, quý phái, lại nền nã đức hạnh theo đúng những khuôn thước phong kiến. Bảo Ngọc nhiều lúc cũng rung động trước Bảo Thoa nhưng nhận ra nàng chỉ luôn muốn hướng cậu theo con đường công danh lập thân mà cậu chán ghét nên dần dần trái tim Bảo Ngọc dành hẳn cho Đại Ngọc, người duy nhất hiểu Bảo Ngọc và không khuyên cậu đi thi đỗ đạt làm quan. Nhưng nhà họ Giả coi đó là tai họa nên mong muốn Bảo Ngọc thành thân với Bảo Thoa. Phượng Thư, chị dâu của Bảo Ngọc, dùng kế "tráo giường đổi cột" để lừa Bảo Ngọc cưới Bảo Thoa. Đại Ngọc ngây thơ, đẹp đến lạ, nàng đau khổ tuyệt vọng mà mang nên tâm bệnh. Nàng đã xé khăn đốt thơ để dứt tình và cũng như hoa phù dung ra đi đầy ấm ức, ai oán trong lúc cả nhà mừng đám cưới Bảo Ngọc. Ngoài trời chỉ có gió lay cành trúc, trăng xế đầu tường, cảnh tượng thê lương ảm đạm.
Tuy nhiên, theo nhà Hồng học Chu Nhữ Xương thì kết cục này của Cao Ngạc không phù hợp với nguyên ý của Tào Tuyết Cần. Theo như Chu Nhữ Xương khảo chứng thì Đại Ngọc sau khi trả hết nước mắt cho Bảo Ngọc thì bị Triệu di nương và Giả Hoàn phỉ báng, uất ức trầm mình xuống hồ tự vẫn.

### Số phận
Trong tiểu thuyết có nhiều chi tiết ám chỉ trước về số phận bạc mệnh của các nhân vật, như các bài thơ, câu đối, câu đố, nhà ở, bút danh....

#### Huyền cơ ở Thái hư cảnh ảo
Hồi thứ 5:Chơi cõi ảo, mười hai thoa chỉ đường mê; Uống rượu tiên, mộng lầu hồng diễn thành khúc
Kim Lăng thập nhị thoa chính sách đề vịnh chi nhất
| 正冊題詠之一 可嘆停機德， 堪憐詠絮才。 玉帶林中掛， 金簪雪裏埋。 | Chính sách đề vịnh chi nhất Khả thán đình cơ đức Kham liên vịnh nhứ tài Ngọc đới lâm trung quải Kim trâm tuyết lý mai | Đề cuốn sách chính bài 1 (Người dịch: nhóm Vũ Bội Hoàng) Than ôi có đức dừng thoi, Thương ôi cô gái có tài vịnh bông. Ai treo đai ngọc giữa rừng, Trâm vàng ai đã vùi trong tuyết dày ? |

Hồng lâu mộng thập tứ khúc: 
| 枉凝眉 一個是閬苑仙葩， 一個是美玉無瑕。 若說沒奇緣， 今生偏又遇着他； 若說有奇緣， 如何心事終須化！ 一個枉自嗟呀， 一個空勞牽掛。 一個是水中月， 一個是鏡中花。 想眼中能有多少淚珠兒， 怎經得秋流到冬盡春流到夏。 | Uổng ngưng my Nhất cá thị lãng uyển tiên ba, Nhất cá thị mỹ ngọc vô hà. Nhược thuyết một kỳ duyên, Kim sinh thiên hựu ngộ trước tha; Nhược thuyết hữu kỳ duyên, Như hà tâm sự chung hư thoại? Nhất cá uổng tự ta nha, Nhất cá không lao khiên quải. Nhất cá thị thuỷ trung nguyệt, Nhất cá thị cảnh trung hoa. Tưởng nhãn trung năng hữu đa thiểu lệ châu nhi, Chẩm cấm đắc thu lưu đáo đông xuân lưu đáo hạ. | Hoài công biết nhau Một bên hoa nở vườn tiên, Một bên ngọc đẹp không hoen ố màu. Bảo rằng chả có duyên đâu, Thì sao lại được gặp nhau kiếp này? Bảo rằng sẵn có duyên may, Thì sao lại đổi thay lời nguyền? Một bên ngầm ngấm than phiền, Một bên đeo đẳng hão huyền uổng công. Một bên trăng dọi trên sông, Một bên hoa nở bóng lồng trong gương, Mắt này có mấy giọt sương, Mà dòng chảy suốt năm trường, được chăng? |

#### Các chi tiết khác
- Khi mới gặp, Bảo Ngọc đã đặt cho Đại Ngọc tên chữ là Tần Tần

Bảo Ngọc cười nói: - Anh đặt tên cho em là Tần Tần nhé, hai chữ đó rất hay. Thám Xuân hỏi:- Hai chữ ấy xuất xứ ở đâu? Bảo Ngọc nói: - Cổ kim nhân vật khảo có câu: Phương tây có thứ đá tên là đại, có thể dùng để kẻ lông mày. Huống chi cô em đầu lông mày nhìn như cau lại, đặt cho cái tên ấy chẳng đẹp lắm sao.

- Trong Đại Quan viên, Đại Ngọc sống ở Tiêu tương quán buồn u ám:

Giả Chính nghe xong gật đầu mỉm cười. Mọi người lại khen ngợi một hồi. Ra khỏi đình, sang qua ao, từ một ngọn núi, một hòn đá, một bông hoa, một gốc cây chỗ nào họ cũng để ý ngắm nghía. Chợt ngẩng đầu lên thấy trước mặt một dãy tường trắng, mấy ngôi nhà con xinh xắn, thấp thoáng trong đám hàng nghìn khóm trúc xanh. Mọi người đều nói: "Chỗ này nhã thật!" Rồi cùng đi vào. Bước vào cửa là một dãy hành lang quanh co. Nước đượm mùi thơm.Dưới thềm có con đường đá. Mặt trước ba gian nhà nhỏ, sạch sẽ, cửa khép, cửa mở. Trong nhà kê bàn ghế giường chiếu ngay ngắn gọn gàng. Từ phía trong có cửa con đi ra sân sau. Có mấy cây lê cao lớn, mấy cụm chuối um tùm. Lùi về phía sau, lại có vài gian nhà nhỏ. Chân tường có một dòng suối rộng chừng một thước quanh co theo thềm đến dãy nhà đằng trước, rồi từ trong những khóm trúc róc rách chảy ra.

- Khi mở thi xã, biệt hiệu của Đại Ngọc là Tiêu tương phi tử

Ngày trước Nga Hoàng và Nữ Anh khóc nhiều, nước mắt nhỏ vào cây trúc, thành ra vằn khúc, nên người đời sau đặt tên là: "Tương Phi trúc"; bây giờ cô ấy ở quán Tiêu Tương, tính lại hay khóc, chắc sau này những cây trúc ở đó sẽ biến thành cây trúc có vằn cả. Từ giờ chúng ta gọi cô ấy là Tiêu tương phi tử mới đúng. Mọi người nghe nói, đều vỗ tay khen hay. Đại Ngọc ngồi cúi đầu, không nói câu gì.

- Hồi 63 của Hồng Lâu Mộng: Viện Di Hồng chị em mở tiệc; Nuốt kim đan, Giả Kính chết oan, khi rút thẻ hoa Đại Ngọc rút được thẻ hoa Thủy phù dung (hoa sen)

Hương Lăng lại gieo được sáu điểm, tính đến lượt Đại Ngọc. Đại Ngọc nghĩ thầm: "Không biết còn thẻ gì hay nữa!" Rồi rút được một thẻ vẽ một cành hoa phù dung, có đề bốn chữ "sương gió buồn tênh". Mặt sau có một câu thơ cổ: "Thương mình nào dám giận gì gió đông". Lại chua thêm "Tự uống một chén, hoa mẫu đơn uống tiếp một chén".

Thủy phù dung là loài hoa cao quý có thể sánh với mẫu đơn Tiết Bảo Thoa, đồng thời lại là loài hoa sớm nở tối tàn, mong manh bạc phận. Đây là điềm báo về số phận của Đại Ngọc sau này.

#### A hoàn
- Tử Quyên: nguyên tên là Anh Ca, a hoàn hạng hai của Giả mẫu. Sau khi Đại Ngọc đến phủ Vinh, Giả mẫu thấy a hoàn Đại Ngọc mang theo từ Cô Tô là Tuyết Nhạn còn quá nhỏ mà vú nuôi lại quá già nên phái Tử Quyên sang hầu Đại Ngọc.
- Tuyết Nhạn: tiểu a hoàn do Đại Ngọc mang theo từ Cô Tô.
- Xuân Tiêm: tiểu a hoàn.
- Ngẫu Quan: con hát.

## Nhân vật

### Ngoại hình
Đại Ngọc là đóa phù dung sương gió điểm sầu, thanh lệ thoát tục, xinh đẹp mềm mại. Nàng như Thần Tiên từ trên trời giáng hạ xuống nhân gian, vừa xinh xắn nhu mì, lại thanh nhã lanh lẹ. Đại Ngọc tiêu diêu tự tại, có phong thái nhàn nhã phiêu dật, dáng vẻ thanh cao thoát tục, phong nhã xuất thế siêu quần, tiên khí phiêu dật mỹ diệu, trên thế gian thật khó có ai sánh bằng, đến nỗi Giả Bảo Ngọc lần đầu gặp nàng đã đòi đập viên Thông Linh bảo ngọc của mình. Khi mới đến phủ Vinh quốc, nàng được miêu tả:
Đôi lông mày điểm màu khói lạt, dường như cau mà lại không cau; đôi con mắt chứa chan tình tứ, dáng như vui mà lại không vui. Má hơi lúm, có vẻ âu sầu; Người hơi mệt trông càng tha thướt. Lệ rớm rưng rưng, hơi ra nhè nhẹ. Vẻ thư nhàn, hoa rọi mặt hồ; dáng đi đứng, liễu nghiêng trước gió. Tim đọ Tỉ Can hơn một trăm khiếu, bệnh so Tây Tử trội vài phân.

Vài lần, Đại Ngọc được tác giả so sánh vẻ đẹp với Tây Thi, như Hồi 27: "Đình Trích Thúy, Dương Phi đùa bướm trắng; Mộ Mai Hương, Phi Yến khóc hoa tàn". Hình ảnh đầy thi vị Đại Ngọc chôn hoa đã trở thành hình ảnh kinh điển trong văn học, khắc họa rõ nét một Đại Ngọc tuyệt mỹ cùng tâm hồn đa sầu đa cảm, mong manh như giọt pha lê dễ vỡ của nàng.

### Tính cách
Lâm Đại Ngọc tinh khôn, nói lời bỡn cợt, thường rơi vào tình trạng u uẩn, triền miên trong nghĩ ngợi suy tư, tâm hồn nàng vô cùng nhạy cảm như một sợi tơ đàn mảnh mai, bất kể một giọt mưa thu hay tơ liễu bay đều âm vang một điều bi thương đứt ruột, lại cám cảnh ăn nhờ ở đậu nên tính tình càng thêm sầu bi, cô độc, chuyện gì cũng nghĩ sâu sắc hơn người, thân thể lẫn tâm hồn đều yếu đuối như giọt sương mai là một trong những tính cách thú vị và nổi bật nhất trong Hồng Lâu Mộng. 

### Tài năng
Lâm Đại Ngọc là tâm hồn thi phú đích thực. Tài năng của nàng vượt trội hẳn so với đám quần thoa Giả phủ. Nàng vốn thông minh thiên bẩm, lại đọc nhiều học rộng, cầm kì thi họa đều thông hiểu. Trong đó nổi bật nhất là tài ngâm vịnh. Thơ Đại Ngọc tình tứ, đẹp đẽ nhưng luôn ám ảnh một nỗi sầu bi ai oán về thân phận mỏng manh như hoa trôi bèo dạt, khí độ u uất, thấm đẫm nước mắt như cuộc đời nàng. Thực chất tất cả thơ văn trong Hồng Lâu Mộng đều là do chính Tào Tuyết Cần sáng tác.

#### Các bài thơ ngâm cúc ở Ngẫu Hương tạ
Vịnh cúc (bản dịch: Vũ Bội Hoàng)
Sớm tối ma thơ lẩn quất hoài,
Quanh rào tựa đá khẽ ngâm chơi.
Sương kề ngọn bút thơ giàu tứ,
Trăng rọi trên môi giọng ngát mùi.
Mối hận ngấm ngầm đề chật giấy,
Lòng thu giãi tỏ biết chăng ai?
Phẩm bình từ lúc nhờ Đào lệnh
Cao tiết nghìn thu rộn khắp nơi.
Vấn cúc (bản dịch: Vũ Bội Hoàng)
Chẳng biết thu đâu để hỏi chào,
Vườn đông lẩm nhẩm chắp tay vào.
Xa đời ngất ngưởng cùng ai đấy?
Biếng nở lừ đừ khéo chậm sao?
Vườn móc sân sương buồn kể mấy?
Nhạn về sâu ốm nhớ chăng nào?
Đừng cho không đáng cùng đời truyện,
Biết nói thì đây truyện chút nao.
Cúc mộng (bản dịch: Vũ Bội Hoàng)
Bên rào say giấc tiết thu trong,
Trăng đấy hay mây hãy đợi cùng.
Hoa bướm tiên nào màng Tất lại(3)
Nặng thề bạn những nhớ Đào công.
Mơ màng theo nhạn đàn xao xác,
Sửng sốt thương sâu tiếng não nùng,
Tỉnh giấc, nỗi niềm ai đã tỏ?
Cỏ khô khói lạnh ngổn ngang lòng!

#### Thu song phong vũ tịch
Bài này trong hồi 45 của Hồng Lâu Mộng, viết theo đề "Đại biệt ly" của nhạc phủ, dựa theo "Xuân giang hoa nguyệt dạ" (Trương Nhược Hư). 
| 秋窗風雨夕 秋花慘淡秋草黃， 耿耿秋燈秋夜長。 已覺秋窗秋不盡， 那堪風雨助淒涼。 助秋風雨來何速， 驚破秋窗秋夢續。 抱得秋情不忍眠， 自向秋屏移淚燭。 淚燭搖搖箬短檠， 牽愁照恨動離情。 誰家秋院無風入？ 何處秋窗無雨聲？ 羅衾不奈秋風力， 殘漏聲催秋雨急。 連宵脈脈復颼颼， 燈前似伴離人泣。 寒煙小院轉蕭條， 疏竹虛窗時滴瀝。 不知風雨幾時休， 已教淚洒窗紗濕。 | Thu song phong vũ tịch Thu hoa thảm đạm thu thảo hoàng Cảnh cảnh thu đăng thu dạ trường Dĩ giác thu song thu bất tận Ná kham phong vũ trợ thê lương Trợ thu phong vũ lai hà tốc Kinh phá thu song thu mộng tục Bão đắc thu tình bất nhẫn miên Tự hướng thu bình di lệ chúc Lệ chúc dao dao nhược đoản kềnh Khiên sầu chiếu hận động ly tình Thùy gia thu viện vô phong nhập ? Hà xứ thu song vô vũ thanh ? La khâm bất nại thu phong lực Tàn lậu thanh thôi thu vũ cấp Liên tiêu mạch mạch phục sưu sưu Đăng tiền tự bạn ly nhân lập Hàn yên tiểu viện chuyển tiêu điều Sơ trúc hư song thì tích lịch Bất tri phong vũ kỷ thì hưu Dĩ giao lệ sái song sa thấp | Đêm mưa gió bên song thu (Người dịch: nhóm Vũ Bội Hoàng) Sang thu hoa cỏ úa vàng, Đèn thu trằn trọc đêm trường đầy thu. Song thu thu vẫn trơ trơ. Lạnh lùng giờ lại gió mua thêm càng. Đòi cơn mưa gió phũ phàng, Sang thu tan giấc mơ màng từ đây. Bận lòng nào nỡ ngủ say, Bình kia bước tới, sáp này khêu cao, Tờ mờ ngọn sáp dọi vào, Này buồn, này giận nao nao khôn cầm. Nhà nào gió chẳng tới thăm? Nơi nào mưa chẳng rì rầm bên song? Gió thu lạnh toát chăn hồng, Mưa thu như giục tiếng đồng hồ reo. Đêm đêm rả rích rì rào, Trước đèn như muốn nghẹn ngào cùng ai. Buồn tênh khói lạnh phía ngoài, Trúc thưa cửa vắng bên tai lầm rầm. Lúc nào gió tắt mưa cầm, Thì đây lệ đã ướt đầm song the. |

#### Táng hoa từ
Bài này trong hồi 27 của Hồng Lâu Mộng, cảnh Đại Ngọc chôn hoa.
| 葬花詞 花謝花飛花滿天， 紅消香斷有誰憐？ 遊絲軟系飄春榭， 落絮輕沾扑繡簾。 簾中女兒惜春暮， 愁緒滿懷無著處。 手把花鋤出繡簾， 忍踏落花來復去？ 柳絲榆莢自芳菲， 不管桃飄與柳飛。 桃李明年能再發， 明年閨中知有誰？ 三月香巢初壘成， 梁間燕子太無情。 明年花發雖可啄， 卻不道人去梁空巢已傾。 一年三百六十日， 風刀霜劍嚴相逼。 明媚鮮妍能几時， 一朝漂泊難尋覓。 花開易見落難尋， 階前悶煞葬花人。 獨把花鋤淚暗洒， 洒上空枝見血痕。 杜鵑無語正黃昏， 荷鋤歸去掩重門。 青燈照壁人初睡， 冷雨敲窗被未溫。 怪儂底事倍傷神？ 半為憐春半惱春。 憐春忽至惱忽去， 至又無言去不聞。 昨宵亭外悲歌發， 知是花魂與鳥魂？ 花魂鳥魂總難留， 鳥自無言花自羞。 愿儂脅下生雙翼， 隨花飛到天盡頭。 天盡頭，何處有香丘？ 未若錦囊收艷骨， 一抔淨土掩風流。 質本潔來還潔去， 不教污淖陷渠溝。 爾今死去儂收葬， 未卜儂身何日亡？ 儂今葬花人笑痴， 他年葬儂知是誰？ 試看春殘花漸落， 便是紅顏老死時。 一朝春盡紅顏老， 花落人亡兩不知！ | Táng hoa từ Hoa tạ hoa phi phi mãn thiên Hồng tiêu hương đoạn hữu thuỳ liên Du ti nhuyễn hệ phiêu xuân tạ Lạc nhứ khinh triêm phốc tú liêm. Liêm trung nữ nhi tích xuân mộ Sầu tự mãn hoài vô thích xứ Thủ bả hoa sừ xuất tú liêm Nhẫn đạp lạc hoa lai phục khứ? Liễu ti du giáp tự phương phi Bất quản đào phiêu dữ liễu phi Đào lý minh niên năng tái phát Minh niên khuê trung tri hữu thuỳ. Tam nguyệt hương sào dĩ luỹ thành Lương gian yến tử thái vô tình Minh niên hoa phát tuy khả trác Khước bất đạo nhân khứ lương không sào dã khuynh! Nhất niên tam bách lục thập nhật Phong đao sương kiếm nghiêm tương bức Minh mị tiên nghiên năng kỷ thì Nhất triêu phiêu bạc nan tầm mịch. Hoa khai dị kiến lạc nan tầm Giai tiền muộn sát táng hoa nhân Độc ỷ hoa sừ lệ ám sái Sái thượng không chi kiến huyết ngân. Đỗ quyên vô ngữ chính hoàng hôn Hà sừ quy khứ yểm trùng môn Thanh đăng chiếu bích nhân sơ thuỵ Lãnh vũ xao song bị vị ôn. Quái nùng để sự bội thương thần Bán vị liên xuân bán não xuân Liên xuân hốt chí não hốt khứ Chí hựu vô ngôn khứ bất văn Tạc tiêu đình ngoại bi ca phát Tri thị hoa hồn dữ điểu hồn? Hoa hồn điểu hồn tổng nan lưu Điểu tự vô ngôn hoa tự tu Nguyện nô hiếp hạ sinh song dực Tuỳ hoa phi đáo thiên tẫn đầu Thiên tẫn đầu, hà xứ hữu hương khâu? Vị nhược cẩm nang thu diễm cốt Nhất bồi tịnh thổ yểm phong lưu Chất bản khiết lai hoàn khiết khứ Bất giao ô náo hãm cừ câu. Nhĩ kim tử khứ nùng thu táng Vị bốc nùng thân hà nhật vong Nùng kim táng hoa nhân tiếu si Tha niên táng nùng tri thị thuỳ? Thí khán xuân tàn hoa tiệm lạc Tiện thị hồng nhan lão tử thì Nhất triêu xuân tận hồng nhan lão Hoa lạc nhân vong lưỡng bất tri | Bài từ chôn hoa (người dịch: nhóm Vũ Bội Hoàng) Hoa bay hoa rụng ngập trời, Hồng phai hương lạt ai người thương hoa? Đài xuân tơ rủ la đà, Rèm thêu bông khẽ đập qua bên ngoài. Kìa trong khuê các có người, Tiếc xuân lòng những ngậm ngùi vẩn vơ. Vác mai rảo bước bước ra, Lòng nào nỡ giẫm lên hoa thế này? Vỏ du tơ liễu đẹp thay, Mặc cho đào rụng, lý bay đó mà. Sang năm đào lý trổ hoa, Sang năm buồng gấm biết là còn ai? Tháng ba tổ đã xây rồi, Trên xà hỏi én quen người hay không? Sang năm hoa lại đâm bông, Biết đâu người vắng, lầu hồng còn trơ? Ba trăm sáu chục thoi đưa, Gươm sương dao gió những chờ đâu đây. Tốt tươi xuân được mấy ngày, Chốc đà phiêu dạt, bèo mây thêm sầu. Nở rồi lại rụng đi đâu, Người chôn hoa những rầu rầu đòi cơn. Cầm mai lệ lại ngầm tuôn, Dây trên cành trụi hãy còn máu rơi. Chiều hôm quyên lặng tiếng rồi, Vác mai về đóng cửa ngoài buồn tênh. Ngả người trước ngọn đèn xanh, Ngoài song mưa tạt, bên mình chăn đơn. Mình sao vơ vẩn từng cơn? Thương xuân chi nữa lại hờn xuân chi? Thương khi đến, hờn khi đi, Đến lừ lừ đến, đi lỳ lỳ đi. Ngoài sân tiếng khóc rầm rì, Chẳng hồn hoa đấy, cũng thì hồn chim. Hồn kia lảng vảng khôn tìm, Chim càng lặng lẽ, hoa thêm sượng sùng Thân này muốn vẫy vùng đôi cánh, Nơi chân trời liệng cánh hoa chơi! Nào đâu là chỗ chân trời, Nào đâu là chỗ có đồi chôn hoa? Sẵn túi gấm đành ta nhặt lấy, Chọn nơi cao che đậy hương tàn. Thân kia trong sạch muôn vàn, Đừng cho rơi xuống ngập tràn bùn nhơ. Giờ hoa rụng có ta chôn cất, Chôn thân ta chưa biết bao giờ. Chôn hoa người bảo ngẩn ngơ, Sau này ta chết, ai là người chôn? Ngẫm khi xuân muộn hoa tàn, Cũng là khi khách hồng nhan về già Hồng nhan thấm thoắt xuân qua, Hoa tàn người vắng ai mà biết ai! |

#### Đào hoa hành
Bài này nằm trong hồi 70 của Hồng Lâu Mộng
| 桃花行 桃花簾外東風軟， 桃花簾內晨妝懶： 簾外桃花簾內人， 人與桃花隔不遠； 東風有意揭簾櫳， 花欲窺人簾不卷。 桃花簾外開仍舊， 簾中人比桃花瘦； 花解憐人花亦愁， 隔簾消息風吹透。 風透簾櫳花滿庭， 庭前春色倍傷情： 閑苔院落門空掩， 斜日欄杆人自憑。 憑欄人向東風泣， 茜裙偷傍桃花立； 桃花桃葉亂紛紛， 花綻新紅葉凝碧。 霧裹煙封一萬株， 烘樓照壁紅模糊； 天機燒破鴛鴦錦， 春酣欲醒移珊枕。 侍女金盆進水來， 香泉影蘸胭脂冷！ 胭脂鮮艷何相類， 花之顏色人之淚， 若將人淚比桃花， 淚自長流花自媚， 淚眼觀花淚易乾， 淚乾春盡花憔悴。 憔悴花遮憔悴人， 花飛人倦易黃昏； 一聲杜宇春歸盡， 寂寞簾櫳空月痕。 | Đào hoa hành Đào hoa liêm ngoại đông phong nhuyễn Đào hoa liêm nội thần trang lãn Liêm ngoại đào hoa liêm nội nhân Nhân dữ đào hoa cách bất viễn Đông phong hữu ý yết liêm lung Hoa dục khuy nhân liêm bất quyển Đào hoa liêm ngoại khai nhưng cựu Liêm trung nhân tỉ đào hoa sấu Hoa giải liên nhân hoa diệc sầu Cách liêm tiêu tức phong xuy thấu Phong thấu liêm lung hoa mãn đình Đình tiền xuân sắc bội thương tình Nhàn đài viện lạc môn không yểm Tà nhật lan can nhân tự bằng Bằng lan nhân hướng đông phong khấp Thiến quần thâu bạng đào hoa lập Đào hoa đào diệp loạn phân phân Hoa trán tân hồng diệp ngưng bích Vụ khoả yên phong nhất vạn chu Hồng lâu chiếu bích hồng mô hồ Thiên cơ thiêu phá uyên ương cẩm Xuân hàm dục tỉnh di san chẩm Thị nữ kim bồn tiến thuỷ lai Hương tuyền ảnh trám yên chi lãnh Yên chi tiên diễm hà tương loại Hoa chi nhan sắc nhân chi lệ Nhược tương nhân lệ tỉ đào hoa Lệ tự trường lưu hoa tự mỵ Lệ nhãn quan hoa lệ dị can Lệ can xuân tận hoa tiều tuỵ Tiều tuỵ hoa già tiều tuỵ nhân Hoa phi nhân quyện dịch hoàng hôn Nhất thanh đỗ vũ xuân quy tận Tịch mịch liêm lung không nguyệt ngân | Bài hành hoa đào (Người dịch: nhóm Vũ Bội Hoàng) Hoa đào nọ ngoài rèm gió liệng, Người trong rèm sớm biếng điểm trang. Trong ngoài chừng độ tấc gang, Người đây hoa đấy lại càng gần thêm. Gió muốn thổi cho rèm lại mở, Hoa muốn nhòm rèm cứ đứng ngay. Ngoài rèm hoa vẫn nở đầy, Mà trong rèm lại người gầy hơn hoa. Hoa cũng biết xót xa ai đó, Đứng ngoài rèm nhờ gió hỏi han. Gió luồn hoa đã đầy sân, Ngoài sân hoa những tần ngần nhớ ai? Sân rêu bám phía ngoài khép cửa, Bóng chiều về người tựa lan can. Tựa lan nhìn gió lệ tràn, Quần hồng rón rén dạo vườn hoa chơi. Kìa hoa lá tơi bời trên dưới, Hoa ửng hồng, lá rọi màu xanh. Khói tuôn phủ kín muôn cành, Bóng lờ mờ thắm, in quanh vách lầu. Mặt trời chói nát nhàu chăn gấm, Gối san hồ giấc ấm vừa tan. Gái hầu dâng chậu kim bồn, Chè hương ấm giọng phấn son lạnh mùi. Này người đẹp hoa tươi là thế, Sao hoa tươi mà lệ vẫn rơi? Đem hoa ví với lệ người, Lệ tuôn lã chã hoa cười lả tơi. Xem hoa mai lệ vơi vơi cạn, Lệ cạn rồi xuân chán hoa buồn, Hoa buồn người cũng héo hon, Hoa bay, người lả, chiều hôm còn gì? Tiếng quyên bỗng gọi xuân đi, Rèm này lặng lẽ trăng kia lờ mờ! |

### Nguyên mẫu
Gần đây, trong quá trình khảo chứng Hồng Lâu Mộng, nhiều nhà Hồng học cho rằng nguyên mẫu của nhân vật Lâm Đại Ngọc chính là Lý Hương Ngọc, cháu gái của quan Tô Châu chức tạo Lý Hú dưới thời Khang Hy, con gái của quan diêm khoá Lưỡng Hoài Lý Đỉnh. Nhà họ Lý và nhà họ Tào có quan hệ với nhau mật thiết. Tuy nhiên, theo nhà Hồng học Chu Nhữ Xương trong cuốn Hồng Lâu Mộng tân chứng thì cháu gái của Lý Hú có khả năng là nguyên mẫu của nhân vật Sử Tương Vân.
Mặt khác, Hồng Lâu Mộng ở hồi 19 Tình đằm thắm đêm khuya hoa biết nói; Ý triền miên ngày vắng ngọc thêm hương, Bảo Ngọc cùng Đại Ngọc nằm trên giường nói chuyện với nhau, để Đại Ngọc đỡ buồn ngủ, Bảo Ngọc đã kể chuyện con chuột đi ăn trộm khoai thơm :
Năm ấy vào ngày mùng bảy tháng chạp, một con chuột già lên ngồi trên cao truyền phán công việc: "Ngày mai là mồng tám tháng chạp, người ta đều nấu cháo "lạp bát". Nay trong động ta đương thiếu hoa quả, đồ ăn. Nhân dịp này chúng ta đi kiếm lấy mấy thứ"... Còn khoai thơm, chuột già rút lệnh tiễn ra hỏi: "Ai đi ăn trộm?". Có con chuột bé nhỏ, yếu đuối nhất chạy ra xin đi. Chuột già và các chuột khác thấy nó yếu đuối, sợ không quen việc, không cho đi. Nó nói: "Tôi tuy nhỏ yếu, nhưng pháp thuật rất mầu nhiệm, ăn nói linh lợi, có mưu sâu sắc, đi chuyến này chắc tôi ăn trộm tài hơn cả". Một con khác hỏi làm thế nào mà cho là tài? Chuột con nói: "Tôi không ăn trộm đường hoàng như bọn kia. Tôi chỉ quay mình một cái biến thành củ khoai thơm, rồi lẩn vào trong đống khoai. Không ai nhận ra. Sau tôi khe khẽ khuân ra và dần dần khuân hết cả đống. Thế chẳng tài hơn bọn kia cứ trơ tráo đi ăn trộm hay sao?". Những con chuột kia đều nói: "Giỏi đấy, nhưng cách biến thế nào? Làm thử cho chúng ta xem nào?". Chuột con nghe rồi cười nói: "Việc ấy khó gì. Tôi biến cho mà xem". Nói xong nó quay mình biến ngay thành một cô con gái rất đẹp. Mấy con chuột khác vộI cười nói: "Nhầm rồi! Nhầm rồi! Trước nói biến thành củ khoai thơm, sao lại biến thành một cô gái?". Con chuột con trở lạI nguyên hình cười nói: "Chúng bay không biết rõ chuyện đời! Chỉ biết củ ấy là củ khoai thơm, mà không biết cô gái nhà cụ Lâm mới chính là "ngọc thơm" đấy!"

Qua đó tác giả đã cố ý ám chỉ rằng nhân vật Lâm Đại Ngọc chính là Lý Hương Ngọc hoá thân.

## Ảnh hưởng
Lâm Đại Ngọc là nguồn cảm hứng vô tận cho rất nhiều nhà văn, nhà thơ và cũng đã lấy đi không biết bao nhiêu giấy mực và nước mắt của những con người đủ mọi tầng lớp, lứa tuổi. Tâm hồn đa sầu đa cảm độc nhất vô nhị trong văn thơ cổ điển của nàng trở thành đề tài hấp dẫn của thơ, văn chương, kịch nghệ, điện ảnh... 

## Trong phim ảnh

### Các diễn viên từng vào vai Lâm Đại Ngọc
- Mai Lan Phương - Kinh kịch Đại Ngọc chôn hoa
- Vương Văn Quyên - Việt kịch điện ảnh Hồng Lâu Mộng
- Trần Hiểu Húc - Phim Hồng Lâu Mộng 1987 của Đài truyền hình trung ương Trung Quốc
- Đào Tuệ Mẫn - Phim Hồng Lâu Mộng của xưởng chế tác điện ảnh Bắc Kinh 1988
- Dư Bân - Phim Việt kịch Hồng Lâu Mộng 2002
- Phương Á Phân - Việt kịch Hồng Lâu Mộng
- Lạc Đế - Phim Hồng Lâu Mộng 1962 của Hồng Kông
- Trương Ngọc Yến - Phim Hồng Lâu Mộng 1996 (73 tập) của Đài Loan
- Trương Ngải Gia - Phim Kim ngọc lương duyên Hồng Lâu Mộng 1977 của Hồng Kông
- Tưởng Mộng Tiệp - Phim Tân Hồng Lâu Mộng 2009 (50 tập)

### Trần Hiểu Húc
Có rất nhiều nữ diễn viên đã vào vai Lâm Đại Ngọc và thành công, nhưng hình ảnh của Đại Ngọc lại gắn liền với nữ diễn viên Trần Hiểu Húc trong phim Hồng Lâu Mộng năm 1987 của đạo diễn Vương Phù Lâm. Trần Hiểu Húc năm 12 tuổi đã được đọc Hồng Lâu Mộng và bị các nhân vật trong đó có nàng Lâm Đại Ngọc hớp hồn. Khi 18 tuổi, mặc dù chưa có một chút kinh nghiệm diễn xuất nào, Hiểu Húc vẫn quyết tâm gửi đơn xin thử vai Lâm Đại Ngọc khi biết tin Đài truyền hình Trung ương Trung Quốc đang có đợt tuyển vai. Tuy lúc đầu, đạo diễn khá lưỡng lự và hồ nghi khả năng vào vai của Hiểu Húc, nhưng ông nghĩ với tâm hồn và tư chất của một nhà thơ, Hiểu Húc có thể vào vai. Khi ông hỏi cô nghĩ thế nào khi đóng một vai khác, Hiểu Húc đã tuyên bố: "Tôi sinh ra để đóng Lâm Đại Ngọc, nếu ông cho tôi đóng vai khác, khán giả sẽ nói, Lâm Đại Ngọc đang diễn vai diễn khác".

## Bên lề
Gần đây, trên tiểu hành tinh mang tên Ái Thần tinh có hai ngọn núi được đặt tên là Giả Bảo Ngọc và Lâm Đại Ngọc.